# Melandrya minshanensis
Melandrya minshanensis is een keversoort uit de familie zwamspartelkevers (Melandryidae). De wetenschappelijke naam van de soort werd in 2005 gepubliceerd door Gusakov.